# منشوروار

منشوروار با صفحات موازی A₁ و A₃، سطح مقطع وسط A₂ و ارتفاع h

منشوروار (به انگلیسی: Prismatoid) در هندسه، یک چندوجهی است، که در آن همه رئوس در دو سطح موازی افتاده‌است. وجه‌های جانبی آن می‌تواند ذوزنقه یا مثلث باشد. اگر هم صفحه‌ها دارای تعدادی رئوس و هم وجه‌های جانبی متوازی‌الأضلاع یا ذوزنقه باشند، به آن منشورگون (به انگلیسی: prismoid) گویند.

## حجم
اگر مساحت دو وجه موازی A1 و A3 باشند و مساحت مقطعی از تقاطع منشوروار با وسط صفحه بین دو وجه موازی A2 باشد، و ارتفاع (فاصله بین دو وجه موازی) h باشد، آنگاه حجم منشوروار برابر است با {\displaystyle V={\frac {h(A_{1}+4A_{2}+A_{3})}{6}}} یا {\displaystyle V={\frac {nh(a^{2}+4b^{2}+c^{2})}{24\tan(180/n)}}}

## خانواده منشوروار
| هرم | گوه | متوازی‌السطوح | منشور | پاد منشور | پاد منشور | پاد منشور | گنبد | هرم ناقص |
| --- | --- | ------------ | ----- | --------- | --------- | --------- | ---- | -------- |
|     |     |              |       |           |           |           |      |          |